# 本山谷平井林道

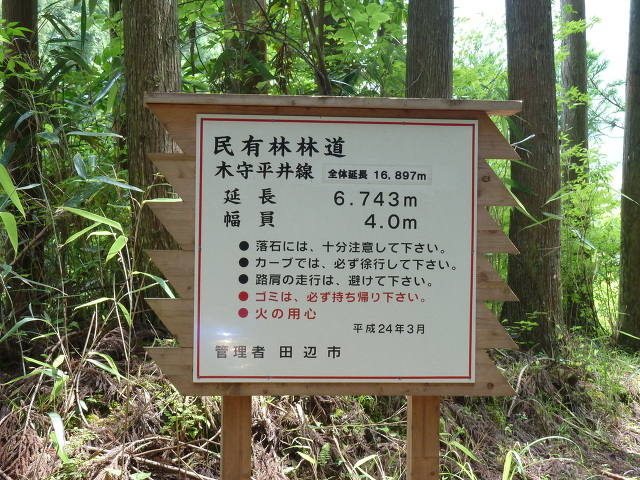
民有林林道木守平井線の概要を示す標識の画像

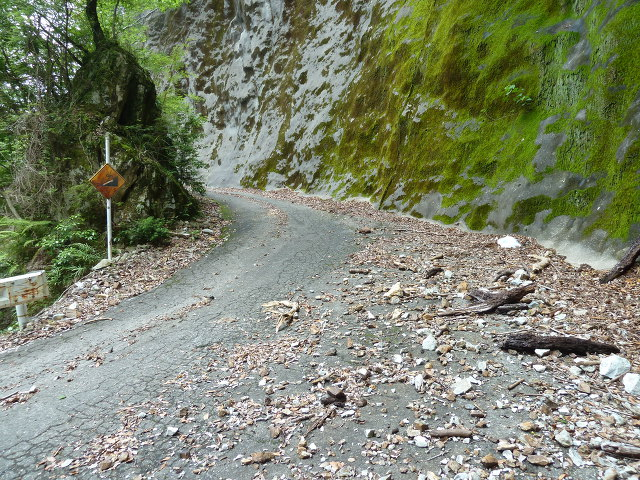
林道木守平井線の落石が多数残る路面（2014年6月撮影）

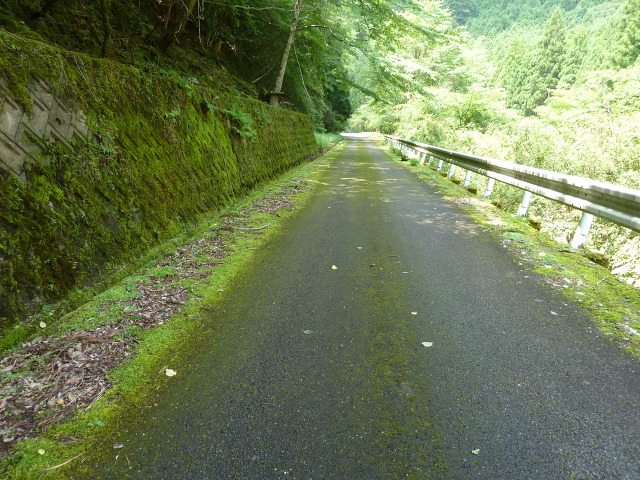
林道木守平井線の苔むした路面（2014年6月撮影）

本山谷平井林道（もとやまたにひらいりんどう）・民有林林道木守平井線（みんゆうりんりんどうこもりひらいせん）・または玉の川林道（たまのかわりんどう）は、和歌山県南部（南紀）にある林道（舗装林道）。
国道371号の田辺市（旧大塔村）・東牟婁郡古座川町間の不通区間の迂回路として使用される。

## 概要
田辺市木守の国道371号の未供用区間端から前ノ川に沿って東進し，峠を越えたのち玉ノ谷に沿って南下し，東牟婁郡古座川町平井で再び国道371号に接続する。
全線にわたりほぼ1.5車線である。
一年を通して路面への落石や土砂災害が多いため、通行時は注意が必要である。
また，前ノ川沿いや玉ノ谷沿いの区間の日当たりのあまり良くない場所では，路面に苔が生えていることがある。
苔のある場所は雨後には大変滑りやすく，特に二輪車はスリップに注意が必要である。
2007年（平成19年）10月に土砂災害発生による路面への落石により一時通行止だったが、2008年（平成20年）3月時点では通行可能である。
- 距離：16.897km（田辺市域 6.743 km，古座川町域 10.154 km）
- 起点：和歌山県田辺市木守（国道371号に接続）
- 終点：和歌山県東牟婁郡古座川町平井（国道371号に接続）